# 阿拉約埃鄉

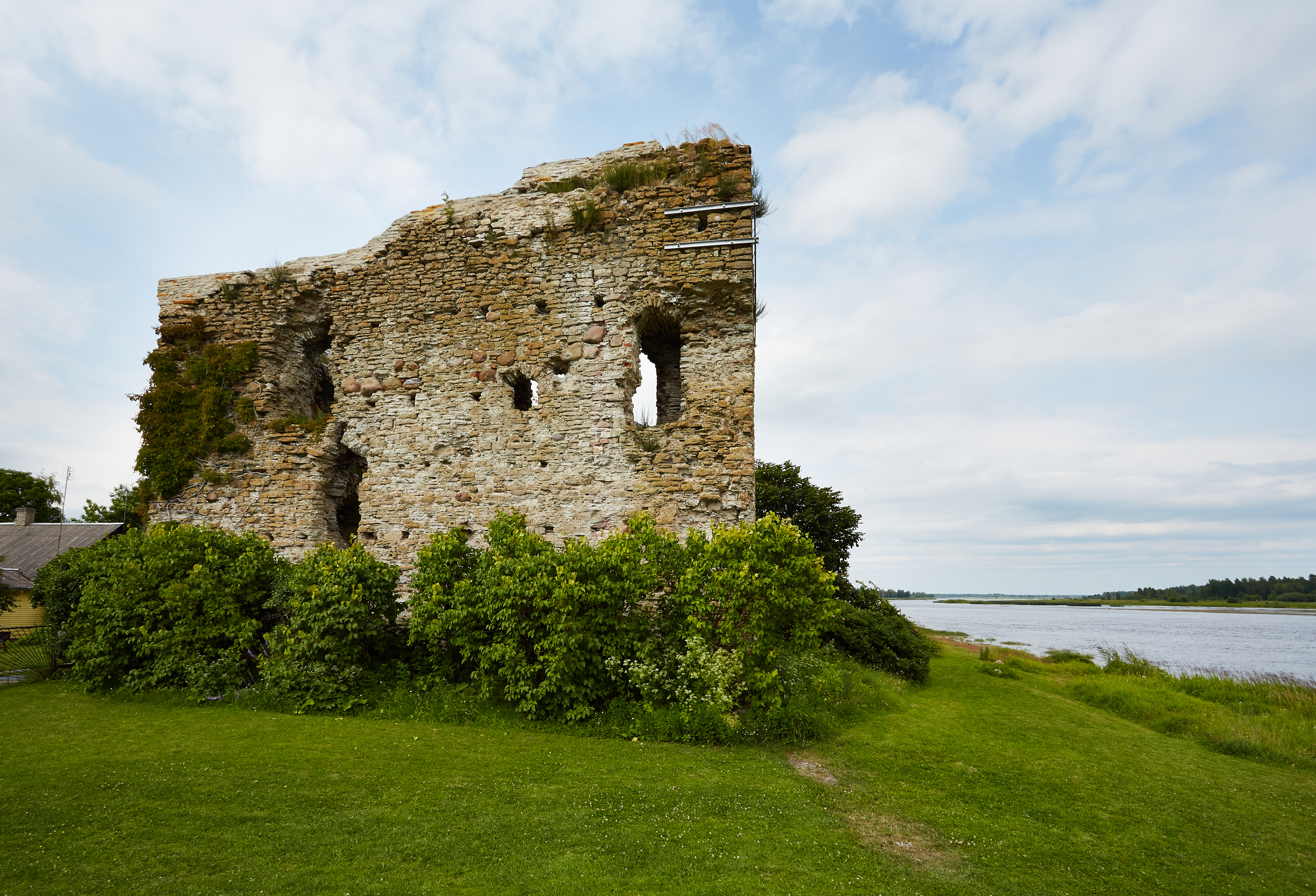
瓦斯克纳尔瓦城堡废墟

阿拉約埃鄉，曾是愛沙尼亞東維魯縣的一個鄉村型市镇，位於該國東北部，行政中心設於阿拉約埃，面積110平方公里，2012年人口654，人口密度每平方公里6人。
2017年爱沙尼亚行政改革后，阿拉約埃市镇与其他市镇一起合并为新的阿卢塔古塞市镇。
59°00′45″N 27°25′45″E / 59.01250°N 27.42917°E